# Маркион
Маркион од Синопе (око 85—160) је био ранохришћански епископ и теолог из 2. века, који је наглашавао неспојивост Новог и Старог завета, односно Исуса Христа и јудаизма.
Након сукоба са службеним хришћанством, окупио је велику црквену заједницу, као опозицију римској Цркви. Црква је његово учење прогласила за јерес, због гностичих елемената.
Маркион је установио први хришћански канон Новог завета, настојећи да одвоји хришћанство од јудаизма. Иако је црква његов канон одбацила, ипак је утицао на цркву да јасно формулише сопствени библијски канон.

## Живот
Рођен је крајем 1. века или почетком 2. века у граду Синопи у Понту (данашња Турска) у Малој Азији. Био је син тамошњег хришћанског епископа (у то време је епископовао Фока Синопски). У младости је био монах подвижник. Његови непријатељи тврде да је још тада због „завођења девице“ наводно искључен из Цркве, што неки проучаваоци одбацују као „злонамерне гласине“ или тумаче алегоријски у смислу да је „девица“ Христова црква.
У сваком случају, Маркион, највероватније у својству епископа, наслеђујући свога оца, око 140. године одлази за Рим. Тамо развија сопствени теолошки систем, заснован на тумачењу Исусове поруке, и окупља бројне присталице око себе. Покушавао је да заснује хришћанску заједницу на чистој поруци Христа, онако како ју је он разумео, а коју је у хришћанским круговима свога времена свуда налазио мање или више искривљену. Проповедао је повратак изворном хришћанству, упражњавајући аскетизам и пост. Његова настојања су имала за циљ да одвоје хришћанство од јудаистичких учења Старог завета. Након сукоба са римским епископом, Маркион са својим присталицама образује хришћанске општине одвојене од Римске Цркве, услед чега бива изопштен око 144. године. После сукоба са службеним хришћанством, враћа се у Малу Азију, где наставља своје учење, стварајући велику хришћанску заједницу у којој је био епископ.
Његов савременик, Јустин Философ, о њему каже: „Многи верују овом човеку као једином који зна истину, а нама се смеју“.

## Учење
Маркионово главно дело се назива Антитезе (Antitheseis). У овом опширном дјелу он супротставља изреке из Старог и Новог завјета с намјером да се покаже како су једне другима противрјечне, доказујући да се то не може спајати, као што је учинила црквена Библија.
Према Маркиону постоји непомирљива противречност између праведности и милости, закона и еванђеља, јеврејства и хришћанства. Он говори о неспојивој разлици између Бога Старог и Новог завета. Бог Старог завета је гневан и немилосрдан, а Бог Новог завета је љубав и доброта. Маркион ово поткрепљује бројним примерима из Светог писма.
Маркион сматра да је старозаветни Бог Творац (односно демијург), ниже божанство које је створило овај свет. Више начело, које се може назвати добрим Богом, је невидљиво, и не може се именовати ни исказати. Христос је сишао од невидљивог и неисказаног Бога ради спасења душа, да би разобличио јудејског Бога. Христово учење је одвлачило људе од демијурга, зато је и био разапет. Сматрао је да је Исус рођен од жене Марије, као и сваки други човек, а не од девице.
Као начин спасења, проповедао је аскетизам и пост. Одбацивао је дословно тумачење учења о васкрсењу мртвих у смислу васкрсења тела, верујући да само душа може ускрснути и бити спашена.

## Канон
Маркион се сматра састављачем првог хришћанског канона. Иако је у то време било списа који су кружили ранохришћанским заједницама, Маркион је кодификовао први канон Новог завета који се састојао од Павлових посланица и Лукиног еванђеља. Маркионов Нови завет је имао два дијела: Евангелион и Апостоликон. Евангелион је у ствари било Еванђеље по Луки, у нешто друкчијем облику него што нам је познато данас. На пример, Маркионово Еванђеље по Лики није садржавало уводна два поглавља. Апостоликон је садржавао десет посланица апостола Павла: Галатима, 1. и 2. Коринћанима, Римљанима, 1. и 2. Солуњ, Ефежанима (коју је називао Лаодикејском), Колошанима, Филипљанима и Филемону.
Проучавалац Новог завета Роберт М. Прајс истражујући како, када и ко је сакупио разне Павлове посланице у једну збирку посланица, долази до закључка да је Маркион прва особа забележена у историји да прикупља Павлова писма разним цркавама у један канон Павлових посланица. Ако је ово тачно, онда Маркионова улогу у формирању и развоју хришћанства несагледива. Неки научници, попут Кинзига, сматрају да је Маркион први увео у употребу појам завет (лат. testamentum).
Маркионова Библија имала је у његовој заједници велики углед.

## Маркионити
Организација маркионитске заједнице се није много разликовала од хришћанске цркве. Крштавали су у води и помазивали светим уљем. Жене су једнако учествовале у верском животу и било им је допуштено да крштавају.
Маркионитске хришћанске заједнице су се „за пола генерације прошириле целим познатим светом“. Наредна два века ће скоро у сваком већем месту представљати опозицију католичкој (саборној) цркви, преживљући „незнабожачке прогоне и царску ненаклоност.“
Од Маркионових ученика најистакнутији је био Апелес, који се у Риму прикључио Маркиону, а још за његова живота отишао је у Александрију, где је разрадио учење да је демијурга створио добри бог. Написао је Силогизме (Syllogismoi) у којима је доказивао да су Мојсијеве књиге пуне неистина, па према томе не могу бити божјег порекла. Грчки филозоф Келсос, пишући у Александрији крајем 2. века о хришћанима свога времена, помиње и Маркионите.
Маркионове идеје се појављују и у Манијевом учењу, па се крајем 4. века многи маркионити претапају у манихејце. Сличне идеје о одбацивању Старог завета ће се појавити пар векова касније у учењима богумила на Балкану и катара у јужној Француској.

## Расправе о Маркиону
Маркионов живот је, на жалост, остао познат само кроз дела која су о њему написали његови противници. Поред тог проблема, историјски извори који га помињу постављају и питање важних датума из Маркионовог живота, јер су их његови противници често збуњивали.
Маркион је живео у Синопу на Понту. Овај лучки град налази се на јужној обали Црног мора, а Тертулијан, који је рођен у време Маркионове смрти, повезао је ове почетне неупитне чињенице и у свом раду тврдио да је син бродовласника. Према другим изворима, Маркион је био син епископа Синопе, који га је избацио из локалне цркве јер је завео девицу. Многи савремени историчари данас мисле да Маркион није завео девицу, већ да је реч о фигуративном значењу, односно да је то црква чији су верници били заведени његовим учењима.
Ниједан од преживелих извора из 2. века не наводи разлог због којег је Маркион узео препоручна писма његових сународника и кренуо на путовање Малом Азијом где би извршио евангелизацију. У том периоду сарађивао је са Кердоном, али извори се не слажу ко је био ученик, а ко учитељ тако да, на пример, претходно цитирани Тертулијан каже да је Маркион био учитељ, а Иринеј Лионски каже да је Кердон учитељ.
Маркион је затим отишао у Рим, где је тада била једна од највећих хришћанских заједница. Током свог боравка у главном граду Римског царства, даће 200.000 сестерција тамошњој цркви, која је постала уважени члан локалне заједнице. Износ који је поклонио цркви био је огроман, односно био је упола мањи од износа за који се могао купити статус племића у граду Риму. Према неким изворима, у почетку су га водиле православне идеје, али је онда драстично променио начин размишљања и изашао пред заједницу са идејом да је хришћанско јеванђеље нешто сасвим ново у односу на хебрејску Библију. Тај начин размишљања на којем је наставио да инсистира донео му је лош пријем, приморавши га да тамо напусти црквену општину.